# هرادتشوویتسه
هرادتشوویتسه (به چکی: Hradčovice) یک منطقهٔ مسکونی در جمهوری چک است که در ناحیه اوهرسکه هرادیشتی واقع شده‌است. هرادتشوویتسه ۹٫۲۶ کیلومتر مربع مساحت و ۱٬۰۰۳ نفر جمعیت دارد و ۱۹۸ متر بالاتر از سطح دریا واقع شده‌است.